# Національний парк Торрес-дель-Пайне
Національний парк Торрес-дель-Пайне (ісп. Parque Nacional Torres del Paine) — чилійський національний парк, де розташовано численні гори, льодовики, річки та озера. Центральною та найвідомішою пам'яткою парку є Кордильєра-дель-Пайне.
Парк розташований на кордоні полярних лісів району Магеланової протоки і степів Патагонії. Парк розташований за 112 км на північ від міста Пуерто-Наталес і 312 км на північ від міста Пунта-Аренас. Парк межує з Національним парком Бернардо-О'Гіґґінс на заході та з аргентинським Національним парком Лос-Ґласьярес на півночі.
Площа Торрес-дель-Пайне — 2 420 км². На території парку мешкають лисиці, лами, пуми, кондори і андські олені, що знаходяться під загрозою зникнення, а в лісах ростуть кипариси і орхідеї.
Шотландську письменницю Флоренс Діксі називають першовідкривачем національного парку для широкої публіки. Після подорожі Торрес-дель-Пайне в 1879 році вона написала книгу-бестселер «Через Патагонію».